# Christian Science
Christian Science, i Danmark også kendt under navnet Kristen Videnskab, er en amerikansk religiøs bevægelse, grundlagt i 1879 af Mary Baker Eddy. I Danmark fra 1903.

## Doktriner
I det følgende står S&H for Mary Baker Eddys bog Science and Health with Key to the Scriptures, som danner grundlaget for bevægelsens doktriner:
- Gud er uendelig, og der er ingen anden guddommelig kilde eller kraft. (S&H 471:18)
- Gud er det Universelle Princip. (S&H 331:18)
- Gud kan ikke tage bolig i et menneske. (S&H 336:19-20)
- Gud er den eneste intelligens i Universet, inklusive mennesket. (S&H 330:11-12)
- Gud er sind, og sind er Gud. (S&H 330:20-21; 469:13)
- Gud er Fader-Moder, og Kristus står for det åndelige begreb sønskab (engelsk: ‘sonship’). (S&H 331:30)
- Treenigheden består af Liv, Sandhed og Kærlighed. (S&H 331:26)
- Den traditionelle doktrin om Treenigheden er flerguderi. (S&H 256:9-1)
- Jesus Kristus er ikke Gud. (S&H 361:12-13)
- Jesus repræsenterer ikke guddomsfylden. (S&H 336:20-21)
- Jesus døde ikke. (45:32-46:3)
- Helligånden er den guddommelige videnskab. (S&H 331:31)
- Det er illusion at både ondskab og godhed er reelle (S&H 330:25-27; 470:9-14)
- Stof (materie), synd og sygdom er ikke reelle, men illusioner. (S&H 335:7-15; 447:27-29)
- Jesus' offer var ikke tilstrækkeligt til at rense os fra synd. (S&H 25:6)
- Sande helbredelser er et resultat af sand tro. (S&H 194:6)